# Liste des titres musicaux numéro un au Royaume-Uni en 2004
Cette page liste les titres classés no 1 des ventes de disques au Royaume-Uni pour l'année 2004 selon The Official Charts Company.
Les classements hebdomadaires prennent en compte les ventes physiques et sont issus des 100 meilleures ventes de singles (UK Singles Chart) et des 100 meilleures ventes d'albums (UK Albums Chart). Ils sont dévoilés le dimanche.

## Classement des singles
| №  | Date         | Artiste                             | Titre                              | Référence |
| -- | ------------ | ----------------------------------- | ---------------------------------- | --------- |
| 1  | 4 janvier    | Michael Andrews et Gary Jules       | Mad World                          |           |
| 2  | 11 janvier   | Michelle McManus                    | All This Time                      |           |
| 3  | 18 janvier   | Michelle McManus                    | All This Time                      |           |
| 4  | 25 janvier   | Michelle McManus                    | All This Time                      |           |
| 5  | 1er février  | LMC vs U2                           | Take Me to the Clouds Above        |           |
| 6  | 8 février    | LMC vs U2                           | Take Me to the Clouds Above        |           |
| 7  | 15 février   | Sam & Mark (en)                     | With a Little Help from My Friends |           |
| 8  | 22 février   | Busted                              | Who's David                        |           |
| 9  | 29 février   | Peter Andre feat. Bubbler Ranx (en) | Mysterious Girl                    |           |
| 10 | 7 mars       | Britney Spears                      | Toxic                              |           |
| 11 | 14 mars      | DJ Casper (en)                      | Cha Cha Slide                      |           |
| 12 | 21 mars      | Usher feat. Lil Jon et Ludacris     | Yeah!                              |           |
| 13 | 28 mars      | Usher feat. Lil Jon et Ludacris     | Yeah!                              |           |
| 14 | 4 avril      | McFly                               | 5 Colours in Her Hair              |           |
| 15 | 11 avril     | McFly                               | 5 Colours in Her Hair              |           |
| 16 | 18 avril     | Eamon                               | Fuck It (I Don't Want You Back)    |           |
| 17 | 25 avril     | Eamon                               | Fuck It (I Don't Want You Back)    |           |
| 18 | 2 mai        | Eamon                               | Fuck It (I Don't Want You Back)    |           |
| 19 | 9 mai        | Eamon                               | Fuck It (I Don't Want You Back)    |           |
| 20 | 16 mai       | Frankee                             | F.U.R.B. (Fuck You Right Back)     |           |
| 21 | 23 mai       | Frankee                             | F.U.R.B. (Fuck You Right Back)     |           |
| 22 | 30 mai       | Frankee                             | F.U.R.B. (Fuck You Right Back)     |           |
| 23 | 6 juin       | Mario Winans feat. P. Diddy et Enya | I Don't Wanna Know                 |           |
| 24 | 13 juin      | Mario Winans feat. P. Diddy et Enya | I Don't Wanna Know                 |           |
| 25 | 20 juin      | Britney Spears                      | Everytime                          |           |
| 26 | 27 juin      | McFly                               | Obviously                          |           |
| 27 | 4 juillet    | Usher                               | Burn                               |           |
| 28 | 11 juillet   | Usher                               | Burn                               |           |
| 29 | 18 juillet   | The Shapeshifters                   | Lola's Theme                       |           |
| 30 | 25 juillet   | The Streets                         | Dry Your Eyes                      |           |
| 31 | 1er août     | Busted                              | Thunderbirds / 3am                 |           |
| 32 | 8 août       | Busted                              | Thunderbirds / 3am                 |           |
| 33 | 15 août      | 3 of a Kind (en)                    | Baby Cakes                         |           |
| 34 | 22 août      | Natasha Bedingfield                 | These Words                        |           |
| 35 | 29 août      | Natasha Bedingfield                 | These Words                        |           |
| 36 | 5 septembre  | Nelly                               | My Place / Flap Your Wings         |           |
| 37 | 12 septembre | Brian McFadden                      | Real to Me                         |           |
| 38 | 19 septembre | Eric Prydz                          | Call on Me                         |           |
| 39 | 26 septembre | Eric Prydz                          | Call on Me                         |           |
| 40 | 3 octobre    | Eric Prydz                          | Call on Me                         |           |
| 41 | 10 octobre   | Robbie Williams                     | Radio                              |           |
| 42 | 17 octobre   | Eric Prydz                          | Call on Me                         |           |
| 43 | 24 octobre   | Eric Prydz                          | Call on Me                         |           |
| 44 | 31 octobre   | Ja Rule feat. R. Kelly et Ashanti   | Wonderful                          |           |
| 45 | 7 novembre   | Eminem                              | Just Lose It                       |           |
| 46 | 14 novembre  | U2                                  | Vertigo                            |           |
| 47 | 21 novembre  | Girls Aloud                         | I'll Stand by You                  |           |
| 48 | 28 novembre  | Girls Aloud                         | I'll Stand by You                  |           |
| 49 | 5 décembre   | Band Aid 20 (en)                    | Do They Know It's Christmas?       |           |
| 50 | 12 décembre  | Band Aid 20 (en)                    | Do They Know It's Christmas?       |           |
| 51 | 19 décembre  | Band Aid 20 (en)                    | Do They Know It's Christmas?       |           |
| 52 | 26 décembre  | Band Aid 20 (en)                    | Do They Know It's Christmas?       |           |

## Classement des albums
| №  | Date         | Artiste               | Titre                               | Référence |
| -- | ------------ | --------------------- | ----------------------------------- | --------- |
| 1  | 4 janvier    | Will Young            | Friday's Child                      |           |
| 2  | 11 janvier   | Dido                  | Life for Rent                       |           |
| 3  | 18 janvier   | Dido                  | Life for Rent                       |           |
| 4  | 25 janvier   | Katie Melua           | Call Off the Search                 |           |
| 5  | 1er février  | Katie Melua           | Call Off the Search                 |           |
| 6  | 8 février    | Katie Melua           | Call Off the Search                 |           |
| 7  | 15 février   | Norah Jones           | Feels Like Home                     |           |
| 8  | 22 février   | Norah Jones           | Feels Like Home                     |           |
| 9  | 29 février   | Katie Melua           | Call Off the Search                 |           |
| 10 | 7 mars       | Katie Melua           | Call Off the Search                 |           |
| 11 | 14 mars      | Katie Melua           | Call Off the Search                 |           |
| 12 | 21 mars      | George Michael        | Patience                            |           |
| 13 | 28 mars      | Usher                 | Confessions                         |           |
| 14 | 4 avril      | Anastacia             | Anastacia                           |           |
| 15 | 11 avril     | Anastacia             | Anastacia                           |           |
| 16 | 18 avril     | Guns N' Roses         | Greatest Hits                       |           |
| 17 | 25 avril     | Guns N' Roses         | Greatest Hits                       |           |
| 18 | 2 mai        | D12                   | D12 World                           |           |
| 19 | 9 mai        | Guns N' Roses         | Greatest Hits                       |           |
| 20 | 16 mai       | Keane                 | Hopes and Fears                     |           |
| 21 | 23 mai       | Keane                 | Hopes and Fears                     |           |
| 22 | 30 mai       | Avril Lavigne         | Under My Skin                       |           |
| 23 | 6 juin       | Keane                 | Hopes and Fears                     |           |
| 24 | 13 juin      | Faithless             | No Roots                            |           |
| 25 | 20 juin      | Keane                 | Hopes and Fears                     |           |
| 26 | 27 juin      | The Streets           | A Grand Don't Come for Free         |           |
| 27 | 4 juillet    | Scissor Sisters       | Scissor Sisters                     |           |
| 28 | 11 juillet   | McFly                 | Room on the 3rd Floor               |           |
| 29 | 18 juillet   | Scissor Sisters       | Scissor Sisters                     |           |
| 30 | 25 juillet   | The Streets           | A Grand Don't Come for Free         |           |
| 31 | 1er août     | Red Hot Chili Peppers | Live in Hyde Park                   |           |
| 32 | 8 août       | Red Hot Chili Peppers | Live in Hyde Park                   |           |
| 33 | 15 août      | Anastacia             | Anastacia                           |           |
| 34 | 22 août      | Maroon 5              | Songs About Jane                    |           |
| 35 | 29 août      | The Prodigy           | Always Outnumbered, Never Outgunned |           |
| 36 | 5 septembre  | The Libertines        | The Libertines                      |           |
| 37 | 12 septembre | Natasha Bedingfield   | Unwritten                           |           |
| 38 | 19 septembre | Embrace               | Out of Nothing                      |           |
| 39 | 26 septembre | Green Day             | American Idiot                      |           |
| 40 | 3 octobre    | Joss Stone            | Mind, Body & Soul                   |           |
| 41 | 10 octobre   | R.E.M.                | Around the Sun                      |           |
| 42 | 17 octobre   | Ronan Keating         | 10 Years of Hits                    |           |
| 43 | 24 octobre   | Robbie Williams       | Greatest Hits                       |           |
| 44 | 31 octobre   | Robbie Williams       | Greatest Hits                       |           |
| 45 | 7 novembre   | Il Divo               | Il Divo                             |           |
| 46 | 14 novembre  | Eminem                | Encore                              |           |
| 47 | 21 novembre  | Eminem                | Encore                              |           |
| 48 | 28 novembre  | U2                    | How to Dismantle an Atomic Bomb     |           |
| 49 | 5 décembre   | U2                    | How to Dismantle an Atomic Bomb     |           |
| 50 | 12 décembre  | U2                    | How to Dismantle an Atomic Bomb     |           |
| 51 | 19 décembre  | Robbie Williams       | Greatest Hits                       |           |
| 52 | 26 décembre  | Robbie Williams       | Greatest Hits                       |           |

## Meilleures ventes de l'année
| Singles | Albums |
| --- | --- |
| 1. Band Aid 20 – Do They Know It's Christmas? 2. Eamon - Fuck It (I Don't Want You Back) 3. DJ Casper – Cha Cha Slide 4. Eric Prydz - Call on Me 5. Usher feat. Lil Jon et Ludacris - Yeah! 6. Michelle McManus - All This Time 7. Anastacia - Left Outside Alone 8. Peter Andre - Mysterious Girl 9. Britney Spears - Toxic 10. Frankee – F.U.R.B. (Fuck You Right Back) | 1. Scissor Sisters – Scissor Sisters 2. Keane - Hopes and Fears 3. Robbie Williams - Greatest Hits 4. Maroon 5 - Song About Jane 5. Katie Melua - Call Off the Search 6. Anastacia - Anastacia 7. Usher - Confessions 8. Norah Jones - Feels Like Home 9. Snow Patrol - Final Straw 10. Il Divo - Il Divo |